# Lithobates montezumae
La rana leopardo de Moctezuma (Lithobates montezumae) es una especie de anfibio anuro de la familia Ranidae. Es endémica de México, donde se encuentra desde Sonora al norte hasta Oaxaca al sur. Vive en zonas montañosas templadas y húmedas, en cuerpos de agua y arroyos. Mide entre 6 y 7 cm. Los machos son un poco más pequeños. Es de color pardo o gris con tonos verdes. Se alimenta de crustáceos, moluscos e insectos. Se encuentra Sujeta a Protección Especial.  

## Distribución geográfica
Esta especie es endémica de México. Se distribuye desde Sonora hasta Oaxaca.
  Vive en zonas montañosas templadas y húmedas, en cuerpos de agua y arroyos. Se alimenta de crustáceos, moluscos e insectos.

## Estado de conservación
Se encuentra Sujeta a Protección Especial por la Norma Oficial Mexicana 059 de la SEMARNAT

## Uso culinario
Aunque el consumo de ranas en la actualidad es marginal, en la antigua cocina prehispánica mesoamericana, las ranas leopardo (cueyatl) eran ampliamente consumidas entre los pueblos del lago Texcoco. Apreciadas por sus ancas, sin apenas grasa, así como por sus renacuajos (atepocatl). Hoy en día, se consume aisladamente en partes del Valle de México, el área de Toluca y Puebla. Junto con la rana toro (Lithobates catesbeianus) norteña, son las dos especies de rana más prevalentes en el recetario mexicano.

## Publicación original
- Baird, 1854 : Descriptions of new genera and species of North American Frogs. Proceedings of the Academy of Natural Sciences of Philadelphia, vol. 7, p. 59–62[7]